# Chamesson
Chamesson est une commune française située dans le canton de Châtillon-sur-Seine du département de la Côte-d'Or, en région Bourgogne-Franche-Comté.

## Géographie

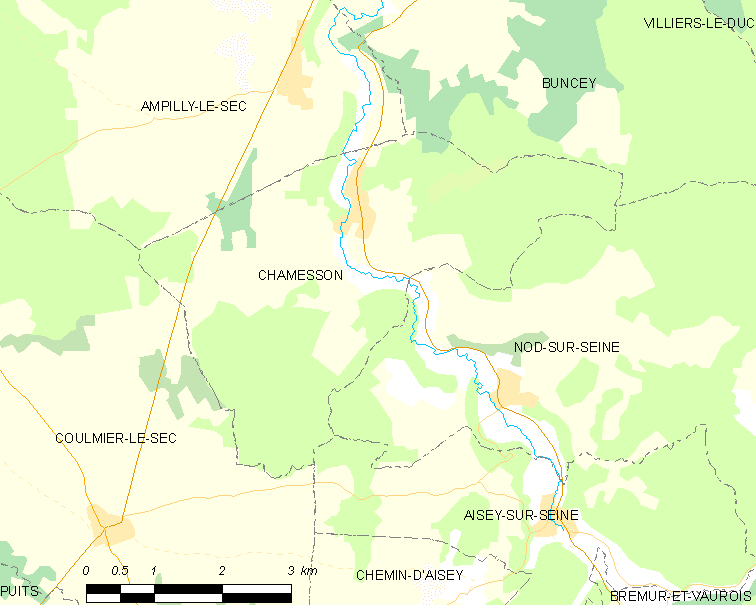

Village de 302 habitants situé au nord de la Bourgogne à 9 km au sud de Châtillon sur Seine et à 73 km de Dijon (RD 971). Il fait partie du département de la Côte-d’Or (21) et du Pays Châtillonnais. Chamesson est dans le périmètre du parc national de forêts en bordure ouest.

### Accès
La commune est traversée par la route départementale 971 reliant Troyes à Dijon.

### Hydrographie
Chamesson est située dans la vallée de la Haute Seine, le fleuve est ici à 45 km de sa source. Il forme une île au centre du village, les versants de la vallée qu'il a creusé laissent poindre des sources alimentées par les eaux karstiques du vaste plateau du Duesmois.

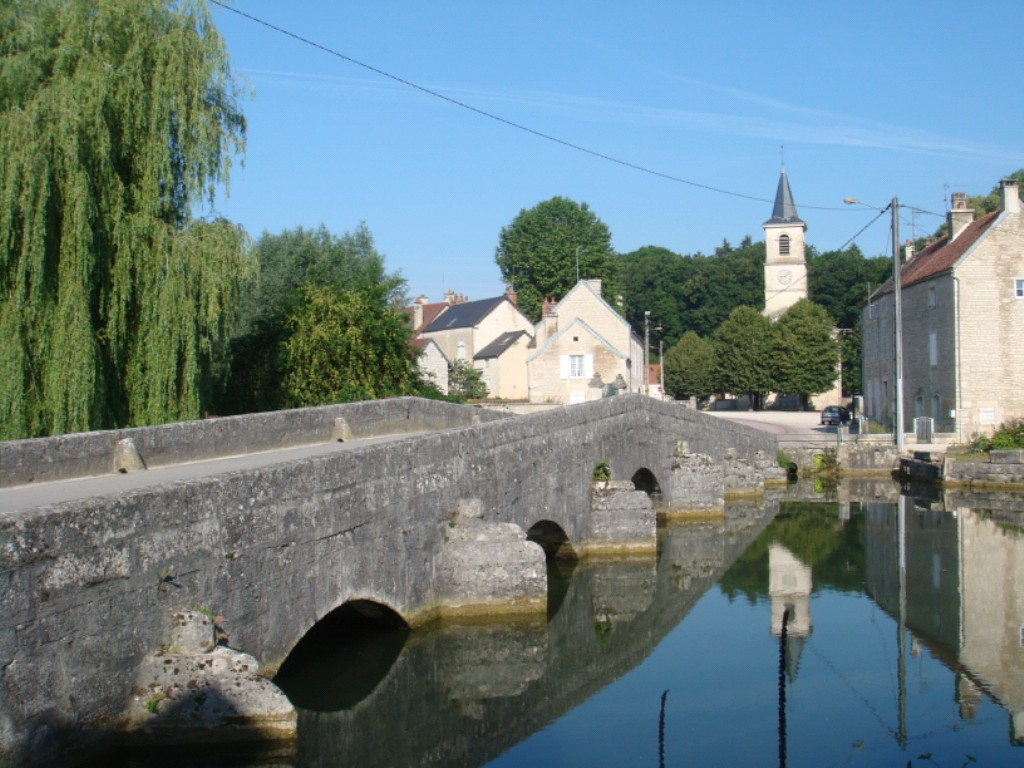
Le cœur du village...
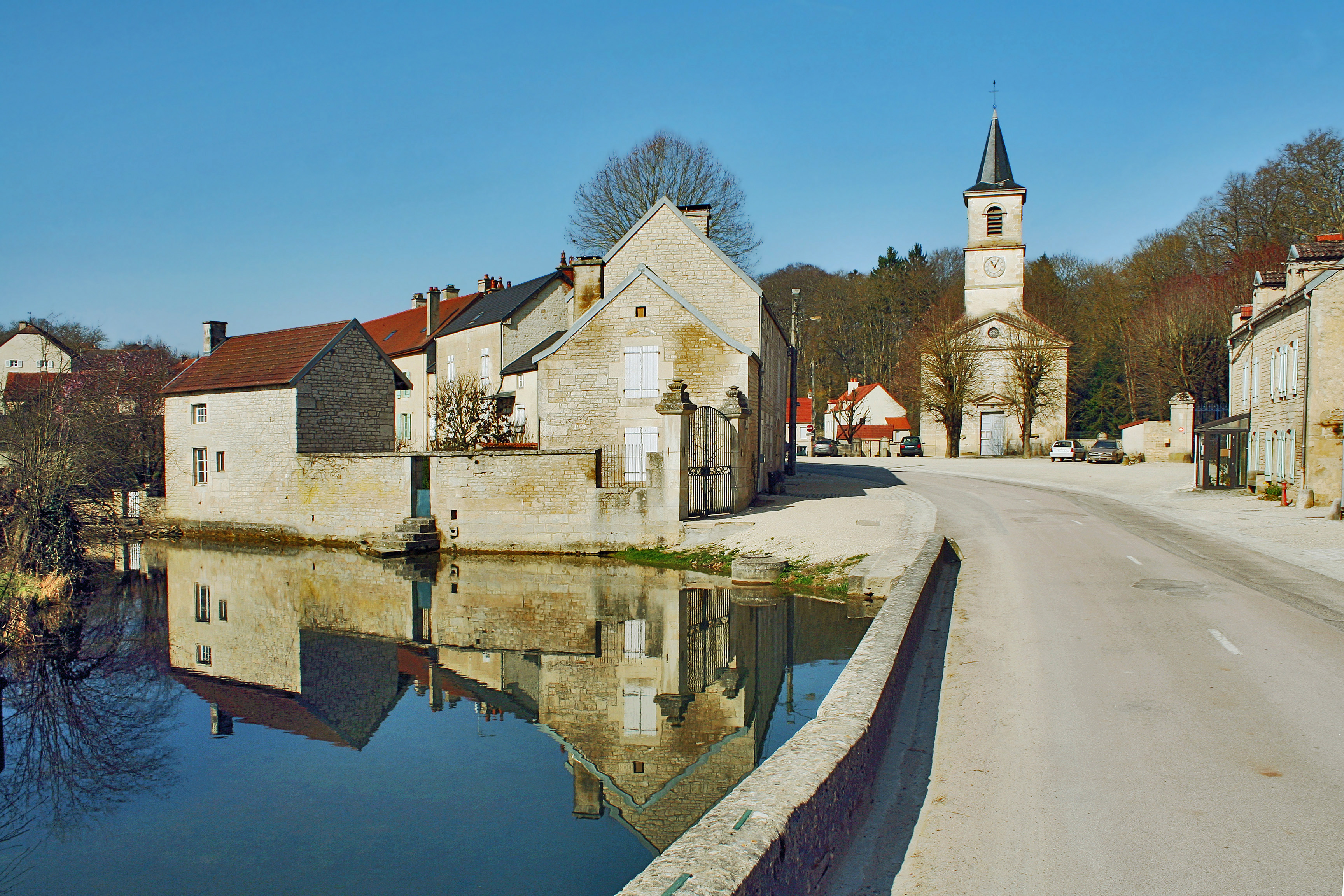
depuis la rive de Seine.

### Accès et transports
La route départementale 971 (ex RN 71) traverse Chamesson et permet de rejoindre Châtillon-sur-Seine distante de 9 km vers le nord, et Dijon à 73 km vers le sud. La route départementale 980 toute proche permet de rejoindre Montbard distante de 25 km via la jonction D 21D entre Chamesson et ce tronçon. L'accès à la commune par l'autoroute est possible via l'autoroute A5 depuis la sortie  22 Bar-sur-Seine, Brienne-le-Château à 55 km au nord, ainsi que via l'autoroute A6 depuis la sortie  23 Bierre-lès-Semur, Semur-en-Auxois à 50 km au sud.
Chamesson ne possède pas de gare ferroviaire, la plus proche pour les voyageurs est celle de Montbard, desservie par le TGV et le TER Bourgogne.

### Climat
Pour des articles plus généraux, voir Climat de la Bourgogne-Franche-Comté et Climat de la Côte-d'Or.
En 2010, le climat de la commune est de type climat des marges montargnardes, selon une étude du Centre national de la recherche scientifique s'appuyant sur une série de données couvrant la période 1971-2000. En 2020, Météo-France publie une typologie des climats de la France métropolitaine dans laquelle la commune est exposée à un climat océanique altéré et est dans la région climatique  Lorraine, plateau de Langres, Morvan, caractérisée par un hiver rude (1,5 °C), des vents modérés et des brouillards fréquents en automne et hiver. 
Pour la période 1971-2000, la température annuelle moyenne est de 10,3 °C, avec une amplitude thermique annuelle de 16 °C. Le cumul annuel moyen de précipitations est de 898 mm, avec 12,6 jours de précipitations en janvier et 8,5 jours en juillet. Pour la période 1991-2020, la température moyenne annuelle observée sur la station météorologique de Météo-France la plus proche, « Châtillon/Seine », sur la commune de Châtillon-sur-Seine à 8 km à vol d'oiseau, est de 10,8 °C et le cumul annuel moyen de précipitations est de 832,8 mm,. Pour l'avenir, les paramètres climatiques de la commune estimés pour 2050 selon différents scénarios d'émission de gaz à effet de serre sont consultables sur un site dédié publié par Météo-France en novembre 2022.

## Urbanisme

### Typologie
Au 1er janvier 2024, Chamesson est catégorisée commune rurale à habitat dispersé, selon la nouvelle grille communale de densité à 7 niveaux définie par l'Insee en 2022.
Elle est située hors unité urbaine. Par ailleurs la commune fait partie de l'aire d'attraction de Châtillon-sur-Seine, dont elle est une commune de la couronne,. Cette aire, qui regroupe 60 communes, est catégorisée dans les aires de moins de 50 000 habitants,.

### Occupation des sols
L'occupation des sols de la commune, telle qu'elle ressort de la base de données européenne d’occupation biophysique des sols Corine Land Cover (CLC), est marquée par l'importance des forêts et milieux semi-naturels (61,4 % en 2018), une proportion sensiblement équivalente à celle de 1990 (62 %). La répartition détaillée en 2018 est la suivante : forêts (59,9 %), terres arables (32,7 %), prairies (3,7 %), zones urbanisées (2,2 %), milieux à végétation arbustive et/ou herbacée (1,5 %). L'évolution de l’occupation des sols de la commune et de ses infrastructures peut être observée sur les différentes représentations cartographiques du territoire : la carte de Cassini (XVIIIe siècle), la carte d'état-major (1820-1866) et les cartes ou photos aériennes de l'IGN pour la période actuelle (1950 à aujourd'hui).

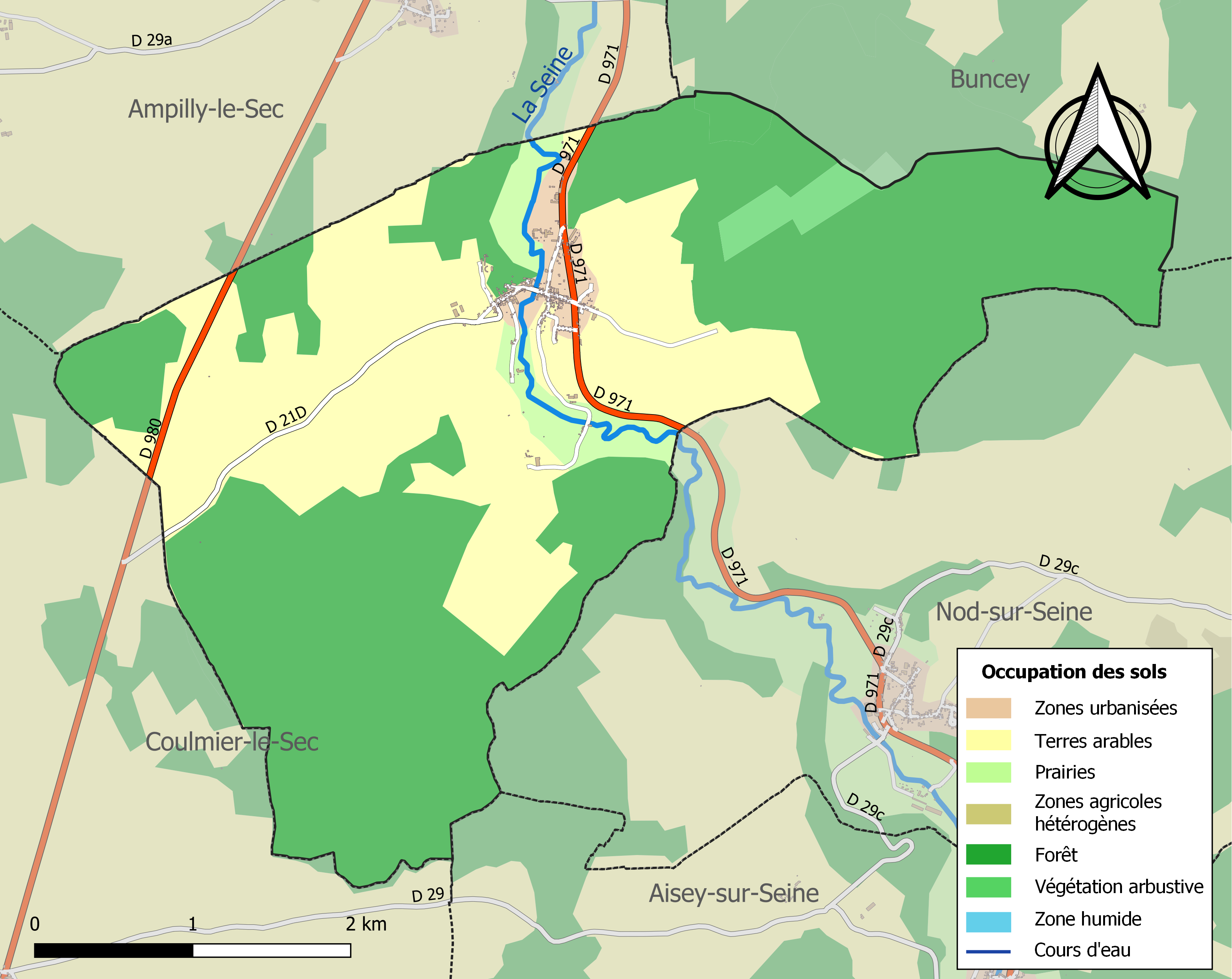
Carte des infrastructures et de l'occupation des sols de la commune en 2018 (CLC).

## Toponymie
Le nom de Chamesson apparaît la première fois vers 1150 dans le cartulaire de Fontenay. Puis Chamessum, Chanmesson et enfin Chamesson, mais surtout Chameçon vers 1700. En l'An 12 de la République Française, le village sera également nommé Chemeçon-sur-Seine. L'usage de Chamesson ne se fera que vers 1815.

## Histoire

### Antiquité
Des tumulus témoignent de la présence des celtes dans ce territoire, le long de la Seine. Deux tumulus furent fouillés en 1882 par la Société archéologique de Châtillon-sur-Seine. Ils mirent au jour des bracelets en bronze massif, des vases de poterie brune spécifique à la Gaule, une épée caractéristique de l’âge du fer, une coupe de bronze ainsi qu’une croix en bois d’if.

### Moyen Âge
Les premiers écrits mentionnant Chamesson datent du XIIe siècle. À cette époque, deux fiefs des ducs de Bourgogne coexistaient, celui de Chamesson et celui d’Esporves. Il subsiste le moulin d’Esporves en amont du village au pont dit de la Tréfilerie. Les seigneurs de Chamesson fondèrent au XIIIe siècle le couvent des Cordeliers à Châtillon-sur-Seine.

### Époque moderne
En 1560, une forge et un fourneau sont construits à Chamesson. Se succédèrent les familles Mesgrigny, Bruslart, Vichy, Leboeuf et Daguin qui hérite de Chamesson au XVIIIe siècle. Les archives de la famille de Vichy sont consultables sur internet et donnent divers dossiers sur la vie de Chamesson  au XVIIIe siècle. Nicolas Bruslart affranchit la commune de Chamesson en 1682. Jusqu’à cette époque, les liens entre le seigneur et ses serfs étaient régis comme suit :

« Nous reconnaissons à notre gracieux seigneur le ban et la convocation, la haute forêt, l'oiseau dans l'air, le poisson dans l'eau qui coule, la bête au buisson aussi loin que notre gracieux seigneur ou le serviteur de sa grâce pourra la forcer. Pour ce, notre gracieux seigneur prendra sous son appui et sa protection la veuve et l’orphelin comme aussi l'homme du pays. »

Il s'agit de l'affranchissement de la « main morte », état des serfs qui étaient privés de la faculté de disposer de leurs biens par testament. Il fallait s’en libérer en payant un droit. Nicolas Bruslart était un homme d'un rare mérite. Nommé premier Président du Parlement de Bourgogne, en 1657, à l'âge de 33 ans, il montra dans les affaires une pénétration et une fermeté qui le placent au rang des plus grands magistrats.
Le pont sur la Seine est construit au XVIIIe siècle. L'usine d’Esporves qui comprend un fourneau et une forge fut convertie en tréfilerie vers 1842, puis en tréfilerie-pointerie vers 1860. De 1856 jusqu’en 1886, la population avoisine les 640 habitants. En 1896, 655 habitants, 20 commerçants et artisans, une épicerie, un buraliste, un boucher, deux marchands de fromages, trois auberges, un brasseur, un serrurier-mécanicien, quatre carriers, un meunier, deux maçons, deux charrons, un horloger.

### Époque contemporaine
1913, 519 habitants, 1923 411 habitants
En janvier 1910, dans la nuit 19 au 20 janvier, l’inondation du siècle. Le pont infranchissable. Victor Boscheron se signale en sauvant à la nage les chevaux désemparés emportés par le courant. L’eau est aux grilles du château, les habitations riveraines sont inondées, les rez-de-chaussée sont envahis. La communication entre les deux rives est rétablie le 21 janvier à 3 h du matin.
Un tramway passait à Chamesson. Il s’agissait d'un réseau de chemin de fer à voie étroite, dit d'intérêt local, peu coûteux à construire car il suivait les routes et ne nécessitait aucun ouvrage d’art important ; la ligne Châtillon-Dijon en 1924 était desservie par deux allers et retours journaliers. Le trajet était de 107 km et durait 7 heures. Ce train à vapeur prit fin en 1933 avec l'essor de l'automobile.
Vers 1830, l’ancien château est détruit pour être remplacé par la bâtisse actuelle propriété de la famille Daguin cédée en 1923 à un marchand de biens, puis à Charles Béranger un boucher parisien puis à la famille Richard actuelle propriétaire.
La guerre de 1914-1918

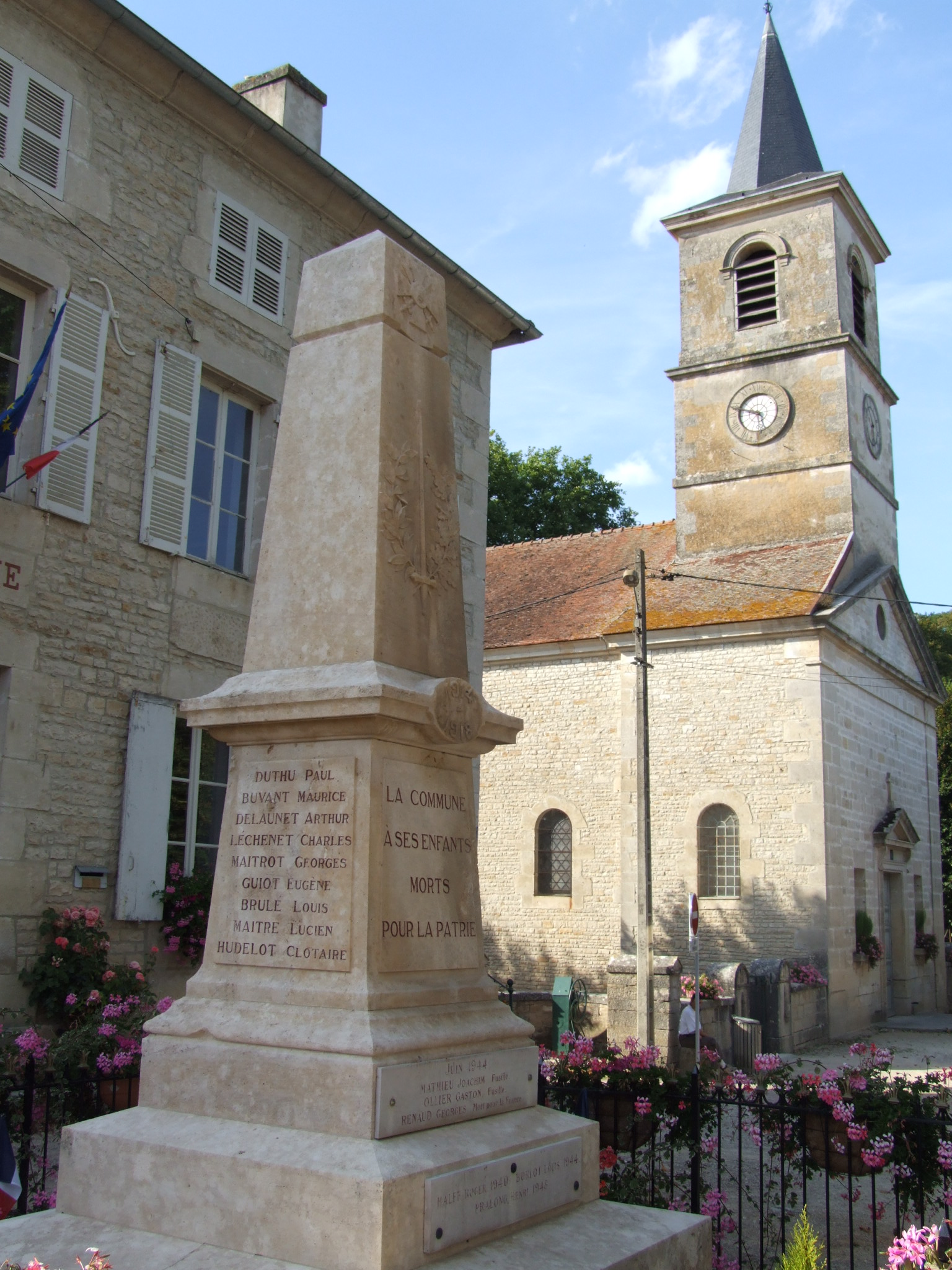
Monument aux morts.

Au cours de la Première Guerre mondiale, Chamesson eut 115 mobilisés pour 519 habitants et 135 électeurs tous de sexe masculin à l’époque. Il y eut 17 morts. Le monument aux morts près de la mairie fut inauguré en 1921. Fernand Daguin a été maire de 1884 à 1921. Il a fait ériger une croix sur ses terres, au-dessus du château. La procession de la fête Dieu partait de l'église jusqu'à la croix. Il a légué sa collection d'oiseaux tués dans la région à la ville de Châtillon-sur-Seine qui sont exposés au Musée de Châtillon-sur-Seine. Il a aussi légué à la commune de très beaux tableaux.
La guerre de 1940-1945
Au cours de la Seconde Guerre mondiale, Chamesson eut 5 morts dont un aviateur anglo-saxon abattu lors du bombardement de la gare de Châtillon alors qu'il faisait son alignement au-dessus de Chamesson. Il est enterré au cimetière de Chamesson et honoré chaque année par les habitants lors des commémorations du 11 novembre et du 8 mai. La fondation de la famille Halff alloue une récompense chaque année au meilleur élève de CM2 de la commune.
Depuis 2000, Chamesson a un blason que nous devons à Bernard Cormier et Michel Diey, il a été réalisé en tenant compte de l'histoire et de la vie économique du village. En langage héraldique, il se lit comme suit :
« De vair plein, qui est Vichy-Chambord, au chef de gueules à deux pics de carriers d'or, accosté de deux clous d'argent ».
En 2002, Benoît Geneletti, jeune artiste chamessonnais, a réalisé deux blasons en marqueterie, exposés à la mairie et dans la salle polyvalente Pré du Roy.

## Politique et administration

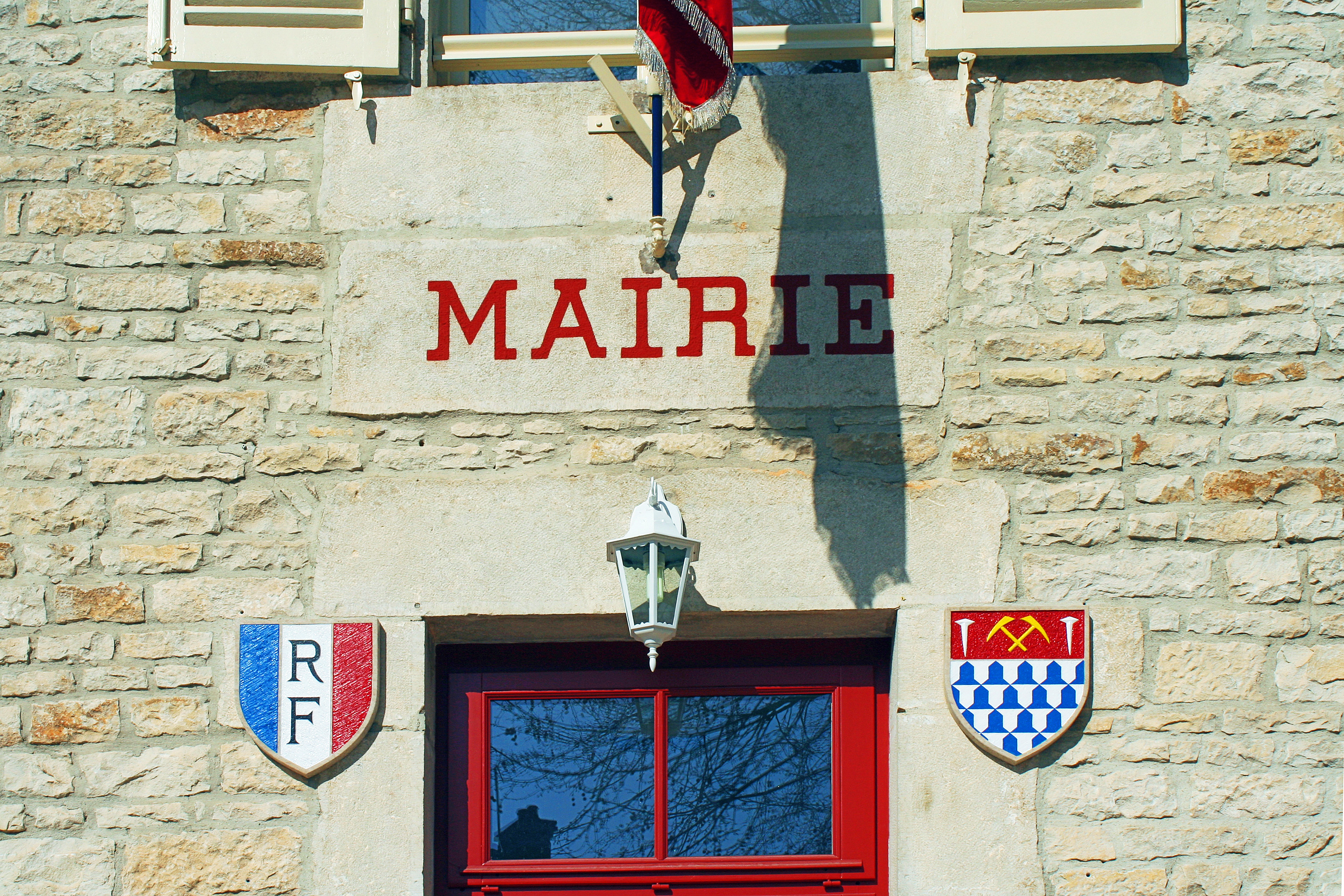
Blason du village sur la mairie de Chamesson.

| Période                                  | Période   | Identité           | Étiquette | Qualité                                          |
| ---------------------------------------- | --------- | ------------------ | --------- | ------------------------------------------------ |
| 1894                                     | mai 1921  | Fernand Daguin     |           | Avocat à Paris, Chevalier de la Légion d'Honneur |
| mars 1922                                | mars 1924 | Lucien Choublanc   |           |                                                  |
| mars 1924                                | mars 1944 | Edmond Tridon      |           |                                                  |
| mars 1944                                | mars 1947 | Pierre Richard     |           |                                                  |
| mars 1947                                | mars 1953 | Maurice Ponsignon  |           |                                                  |
| mars 1953                                | mars 1965 | Jean Tridon        |           |                                                  |
| mars 1965                                | mars 1977 | Marcel Navarre     |           |                                                  |
| mars 1977                                | mars 1992 | Albert Vautrelle   |           |                                                  |
| mars 1992                                | mars 1995 | Aleth Chéreau      |           |                                                  |
| mars 1995                                | mars 2008 | Geneviève Lechenet |           |                                                  |
| mars 2008                                | mars 2014 | Jean-Claude Stutz  |           |                                                  |
| mars 2014                                | En cours  | François Riotte    |           | Ouvrier                                          |
| Les données manquantes sont à compléter. |           |                    |           |                                                  |

## Démographie
L'évolution du nombre d'habitants est connue à travers les recensements de la population effectués dans la commune depuis 1793. Pour les communes de moins de 10 000 habitants, une enquête de recensement portant sur toute la population est réalisée tous les cinq ans, les populations de référence des années intermédiaires étant quant à elles estimées par interpolation ou extrapolation. Pour la commune, le premier recensement exhaustif entrant dans le cadre du nouveau dispositif a été réalisé en 2008.

En 2022, la commune comptait 241 habitants, en évolution de −16,03 % par rapport à 2016 (Côte-d'Or : +0,82 %, France hors Mayotte : +2,11 %).
| 1793 | 1800 | 1806 | 1821 | 1831 | 1836 | 1841 | 1846 | 1851 |
| ---- | ---- | ---- | ---- | ---- | ---- | ---- | ---- | ---- |
| 327  | 271  | 310  | 269  | 326  | 365  | 371  | 453  | 419  |

| 1856 | 1861 | 1866 | 1872 | 1876 | 1881 | 1886 | 1891 | 1896 |
| ---- | ---- | ---- | ---- | ---- | ---- | ---- | ---- | ---- |
| 642  | 662  | 638  | 619  | 605  | 637  | 655  | 571  | 527  |

| 1901 | 1906 | 1911 | 1921 | 1926 | 1931 | 1936 | 1946 | 1954 |
| ---- | ---- | ---- | ---- | ---- | ---- | ---- | ---- | ---- |
| 515  | 512  | 519  | 421  | 421  | 393  | 393  | 280  | 394  |

| 1962 | 1968 | 1975 | 1982 | 1990 | 1999 | 2006 | 2008 | 2013 |
| ---- | ---- | ---- | ---- | ---- | ---- | ---- | ---- | ---- |
| 467  | 446  | 341  | 305  | 331  | 325  | 296  | 288  | 290  |

| 2018 | 2022 | - | - | - | - | - | - | - |
| ---- | ---- | - | - | - | - | - | - | - |
| 248  | 241  | - | - | - | - | - | - | - |

## Économie

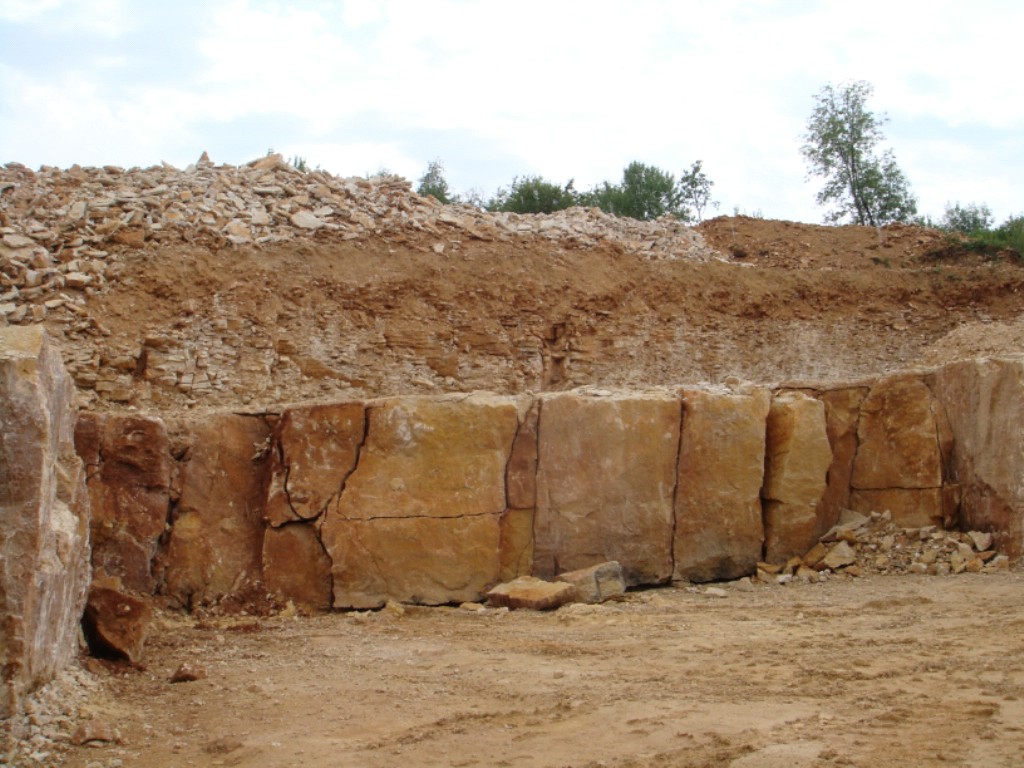
Carrière de Chamesson.

Sur l'ensemble du Pays Châtillonnais depuis la fin du XXe siècle, la tendance est à la baisse de population. Chamesson fin du XIXe siècle plus de 600 habitants, 1920 plus de 400 habitants, 248 habitants en 2018.
L'activité économique :
- une scierie de pierre, Société nouvelle Hansez France ;
- deux exploitations d'extraction de pierre ;
- une entreprise de travaux publics, JLB ;
- une fabrique de meubles avec hall de vente ;
- une entreprise d'usinage de précision ;
- une agence postale ;
- une boulangerie épicerie, produit régionaux, bar et restauration rapide dont les murs appartiennent à la commune ;
- quatre exploitations agricoles dont une grosse exploitation céréalière et une exploitation laitière bio.

La commune fait partie d'un RPI, regroupement pédagogique intercommunal, de trois classes primaires, 70 élèves. L’école maternelle est à Chamesson par ailleurs porteur d’un projet de pôle scolaire.
La commune dispose d’une salle polyvalente de 200 places mettant à disposition une cuisine complète, d’un centre de loisirs sans hébergement pour l’animation des 6-12 ans les mercredis et périodes de vacances et d’une bibliothèque.
La commune fait partie du périmètre du 11e Parc national en France, un atout supplémentaire favorable à son développement.

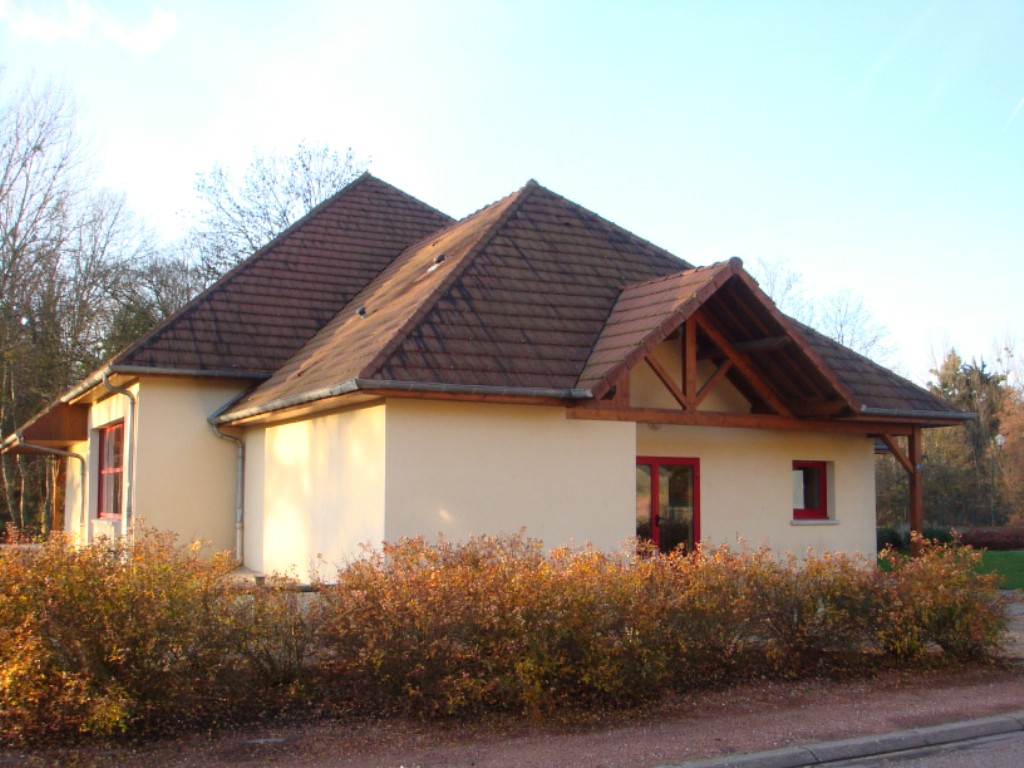
La salle des fêtes.
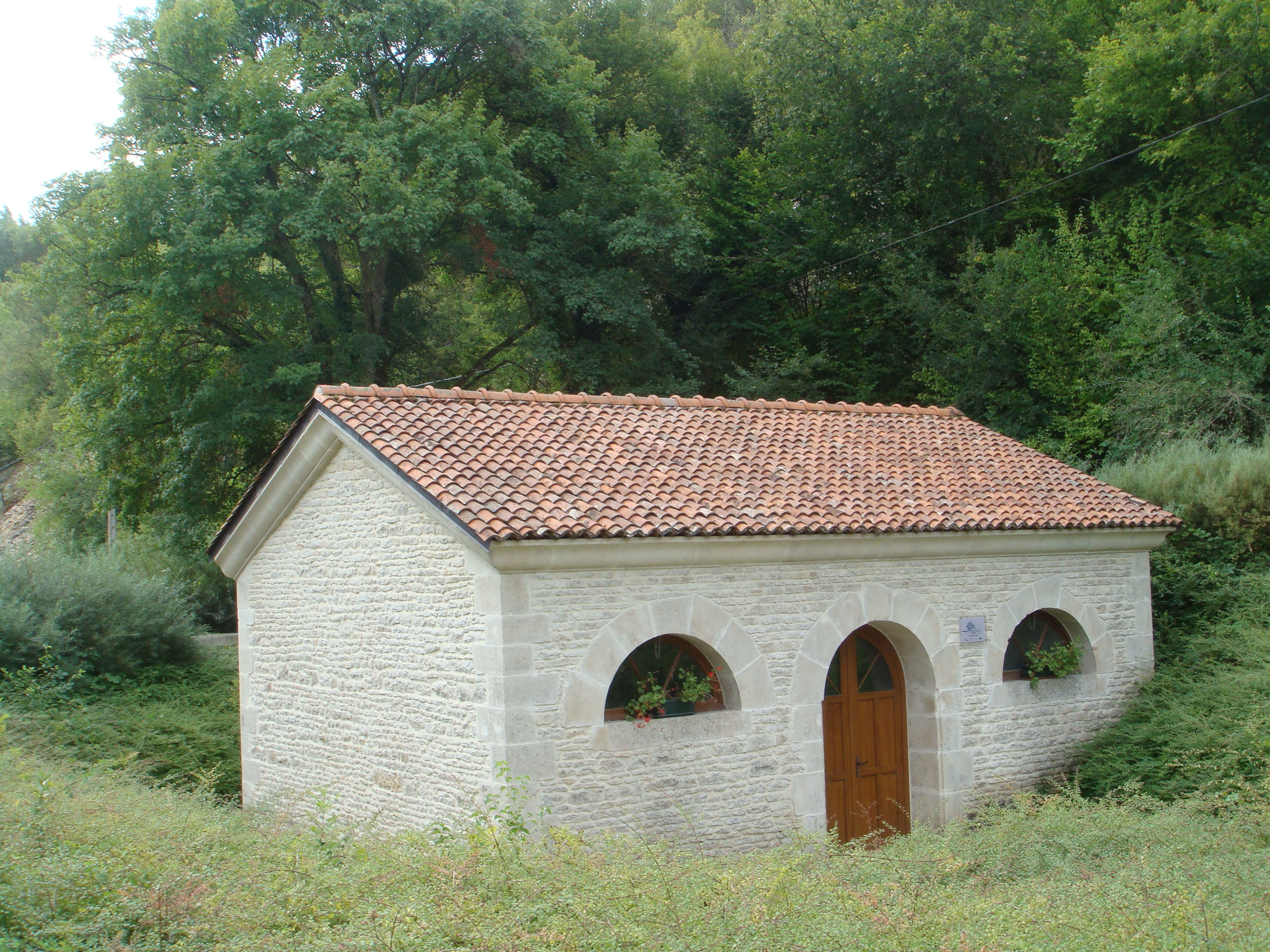
Lavoir Sainte-Anne.

## Vie associative
- Le CDVA, comité de développement de la vie associative, développe plusieurs événements tout au cours de l'année. Michel Chéreau
- La course aux œufs le lundi de Pâques offre aux enfants le plaisir de découvrir tout le long de la promenade de Sainte-Anne les œufs lâchés par les cloches en retour de Rome… Une âpre compétition, les meilleurs sont récompensés et tous ont droit au goûter.
- Le rallye surprise de juin organisé par les gagnants du précédent s’attache à rassembler les habitants pour une redécouverte de notre environnement. Le déjeuner est sorti du sac avec jeux l'après-midi. Le vide -renier du 15 août rassemble sur la place plus de 40 participants. Très apprécié des vacanciers nombreux à cette époque.
- Le 2e week-end d’octobre, le salon des peintres rassemble 50 peintres qui exposent à la salle polyvalente. Peintres bourguignons et franciliens. Une sorte de jumelage avec l'association « l'Orchidée de Caillebotte » de Yerres, nous permet d’offrir une exposition de qualité qui est visitée par 700 visiteurs. Les écoles participent avec la production des élèves qui par ailleurs bénéficient de cours avec les peintres présents. Deux jours où le village voit les peintres travailler dans les rues. Les peintres extérieurs sont hébergés par les habitants. Fin novembre, le repas chamessonnais est l’occasion de rassembler le village et les nouveaux arrivants de l'année pour une soirée bien animée.
- Les « Bouffons »organisent un loto, les puces des couturières, le karaoké, un marché de Noël, …
- Le Club Esporva' offre à ses adhérents de s’adonner au jeu « Pyramide ».
- Un groupe de remise en forme' s’attache par des exercices adaptés à libérer l'énergie de chacun.
- Le club « Carrés de laine » depuis plus de 30 ans envoie des colis de vêtements et des fournitures scolaires à des correspondants africains.
- L'ESCA football anime une équipe de foot, entraînement et compétition.
- La Truite chamessonnaise distribue les cartes de pêche, participe aux lâchers périodiques et organise une fête début juillet sur l’île.
- La Boule chamessonnaise organise plusieurs concours annuels.
- Les « Z’UNS POSSIBLE » organise un parcours entre 3 ateliers dont l'un à Chamesson, peinture, dessins, assemblages, gargouilles et autres curiosités.

La commune organise le 14 juillet, une kermesse, un repas en plein air le soir et le feu d'artifice.
En décembre, la commune organise le repas des Aînés, plus de 70 ans, suivi d’un après-midi récréatif animé.
Un bulletin municipal est distribué chaque début de trimestre donnant les informations municipales, la vie des associations, le coin des lecteurs, des mots croisés, l'agenda de la commune.

## Culture locale et patrimoine

### Lieux et monuments
En 2017, la commune ne compte pas de monument inscrit à l'inventaire des monuments historiques, 12 monuments ou édifices sont répertoriés à l'inventaire général du patrimoine culturel, 1 élément classé à l'inventaire des objets historiques et 49 objets répertoriés à l'I.G.P.C..
- Pont sur la Seine à cinq arches, pourvu de becs et d'arrière-becs, construit durant le règne de Louis XIV. Il a été restauré au XXe s. après avoir été endommagé par une crue du fleuve (répertorié I.G.P.C. 1993)[22].

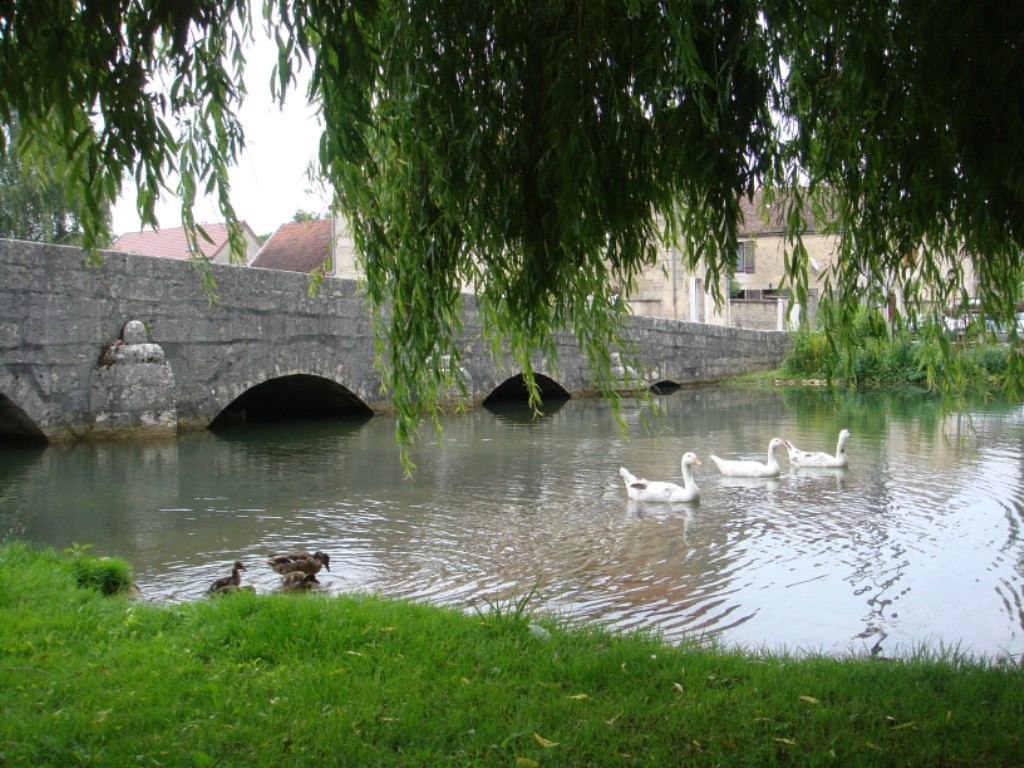
Le pont Sully...
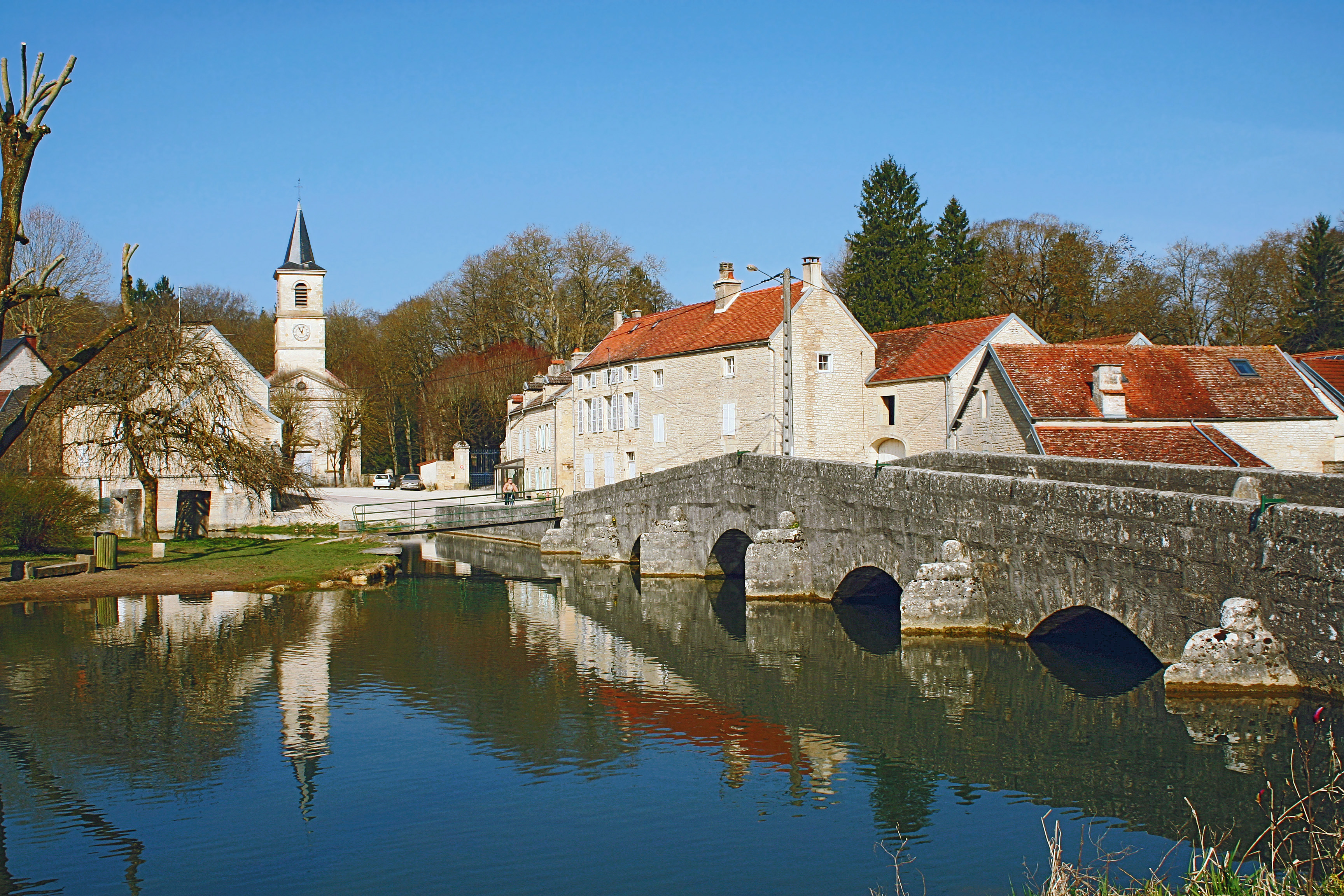
côté amont,
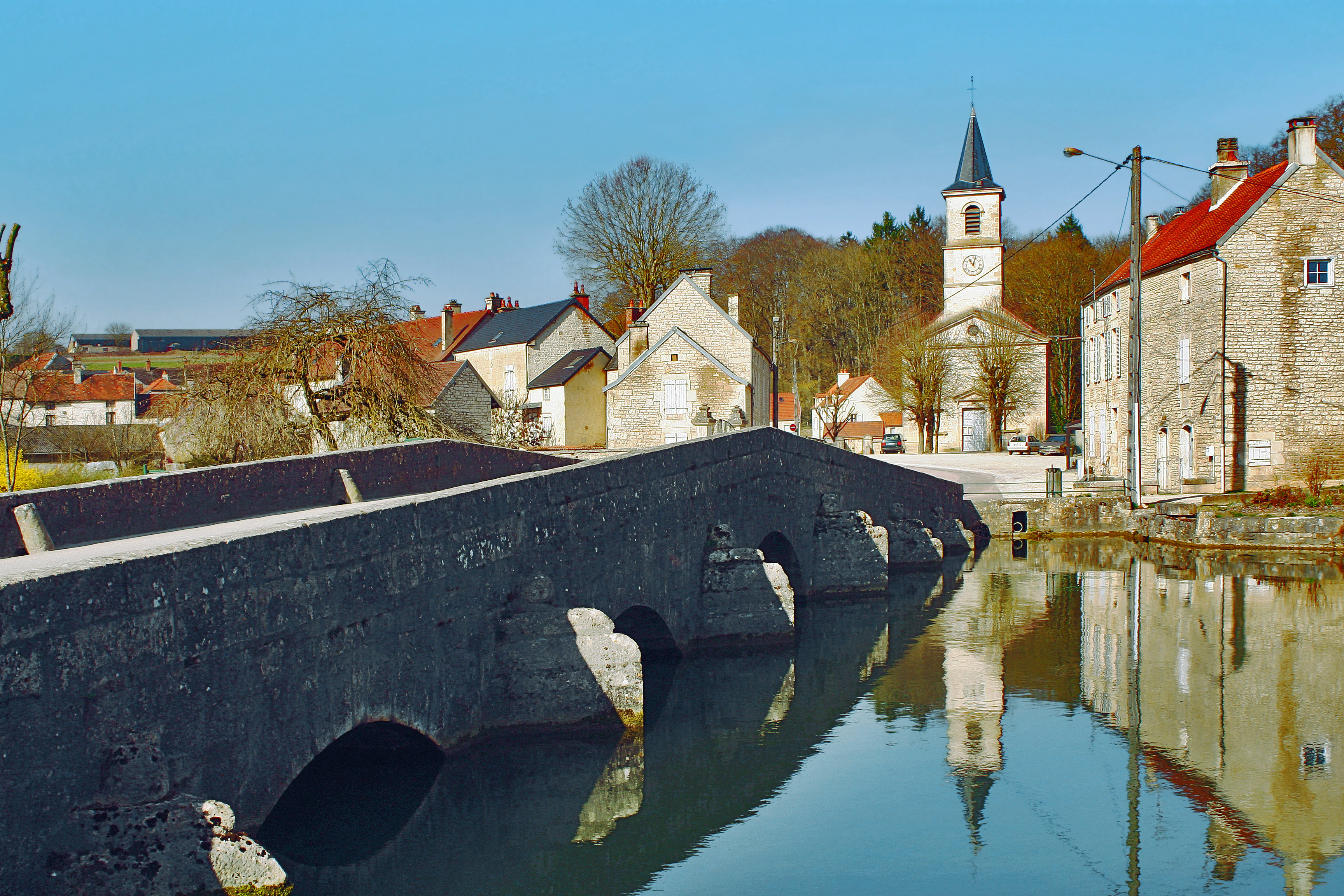
...et côté aval.

- L'église Saint-Valentin-de-Griselles a été construite en 1828 sur les plans de l'architecte châtillonnais Simon Tridon en style néo-classique, inscrite à l'I.G.P.C. 1993[23]. Elle conserve une Piéta en pierre polychrome du XVe siècle classée Monument Historique, une sainte Anne et une Vierge en bois doré et polychromie du XVIIIe siècle[24].
- Le 'château actuel est construit à l'emplacement d'une forteresse ruinée et détruite en 1828 dont il est fait mention dès le XIIIe siècle. C'est une propriété privée qui ne se visite pas.
- La mairie également dessinée par Simon Tridon en 1832, inscrite à l'I.G.P.C. 1993[25].

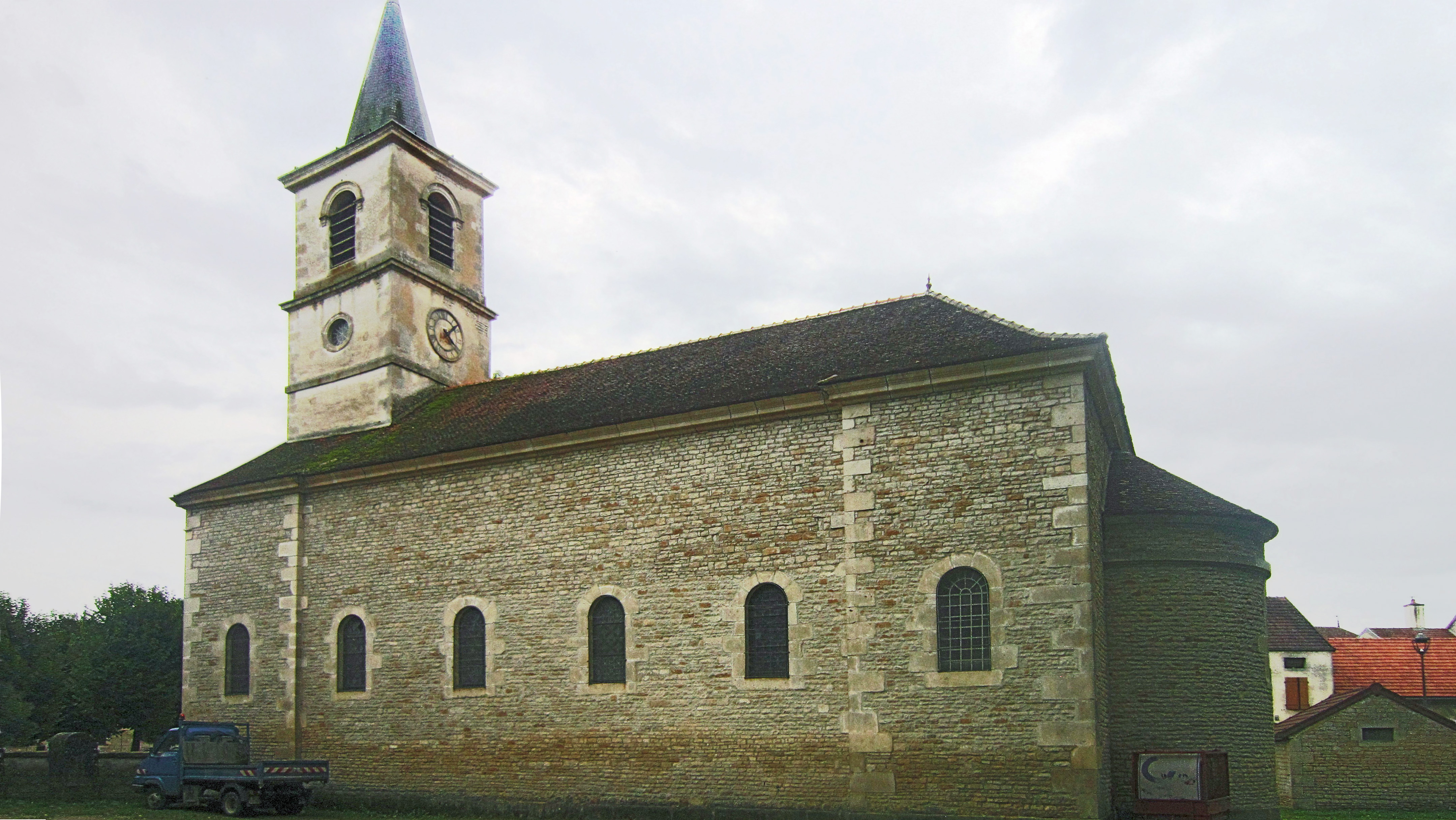
L'église de plan allongé.
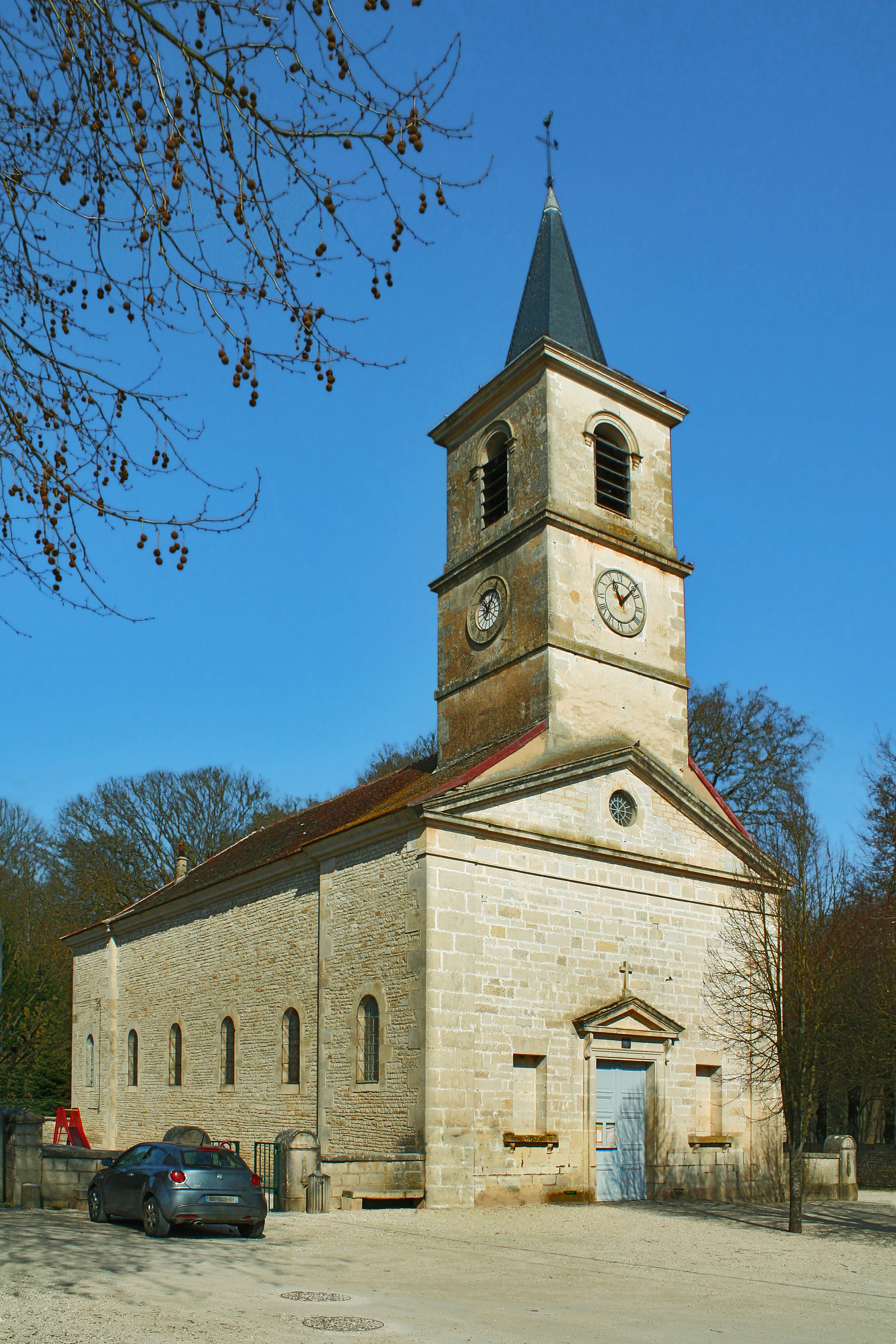
Façade et clocher de l'église.
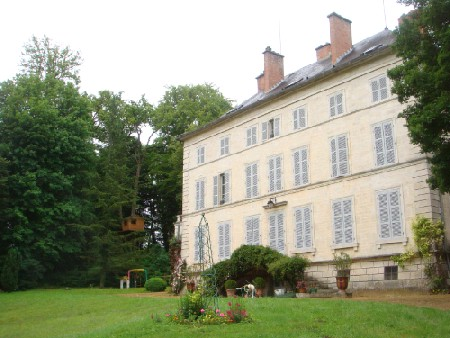
Le château.
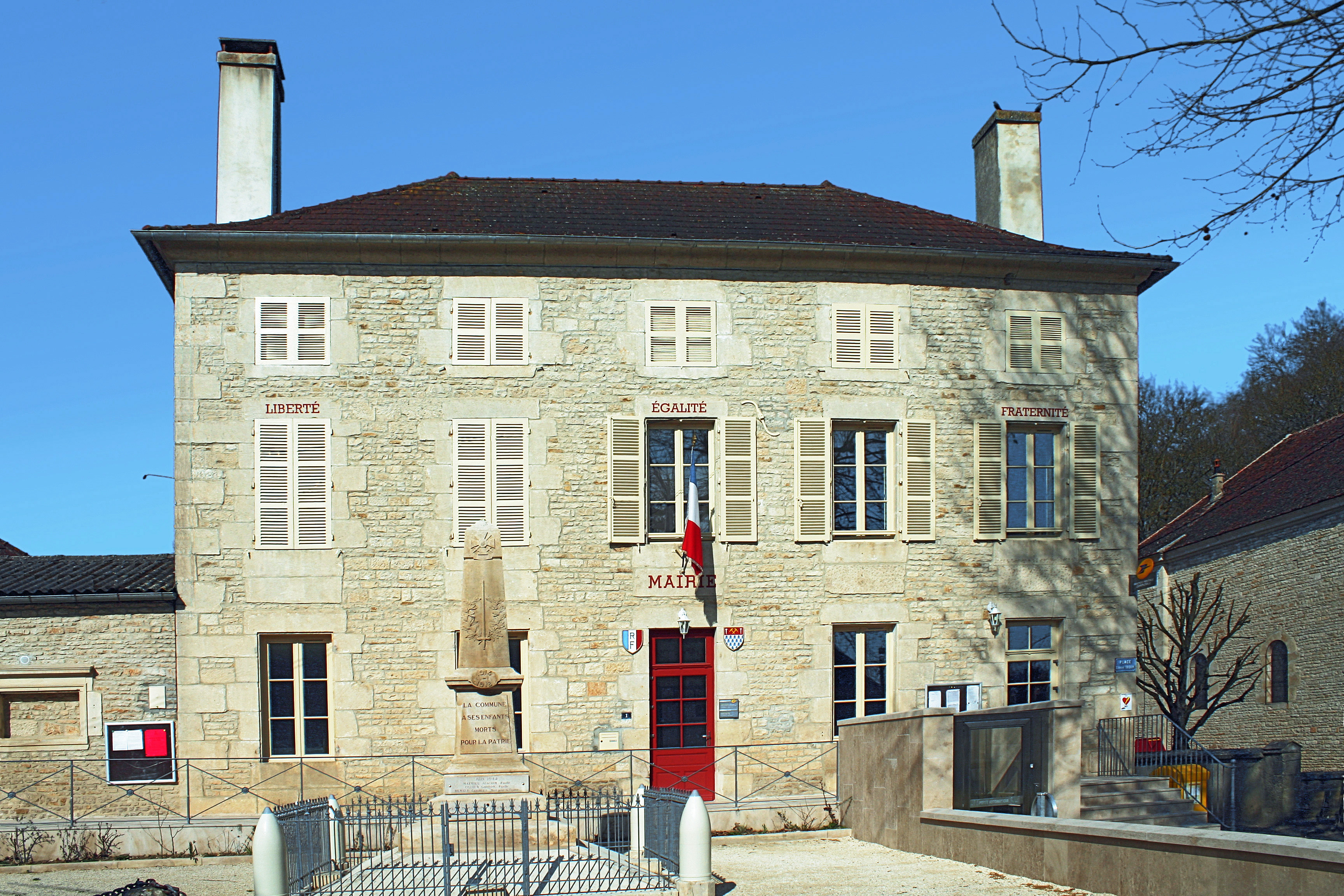
Façade en moellons de la mairie.

- Plusieurs croix sur la commune dont certaines sont répertoriées à l'inventaire général du patrimoine culturel.
- Lavoir dessiné par Étienne Bernard, autre architecte de Châtillon-sur-Seine, et construit en 1870 en rive droite de Seine à l'aval du pont (I.G.P.C. 1993[26]).

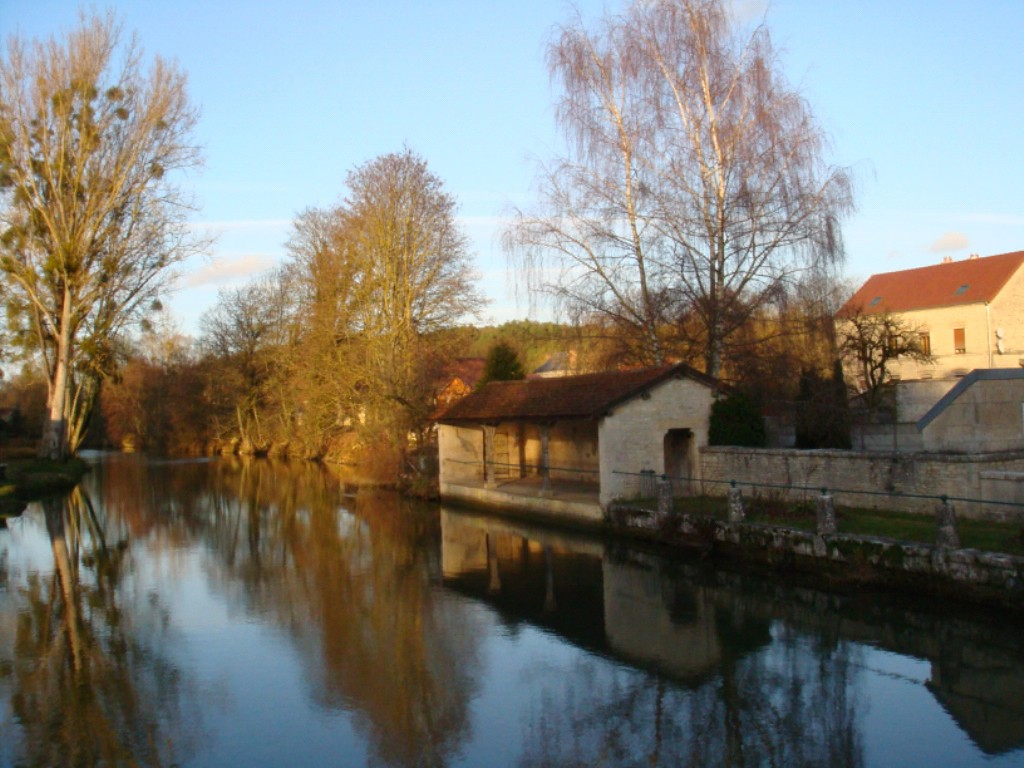
Le lavoir
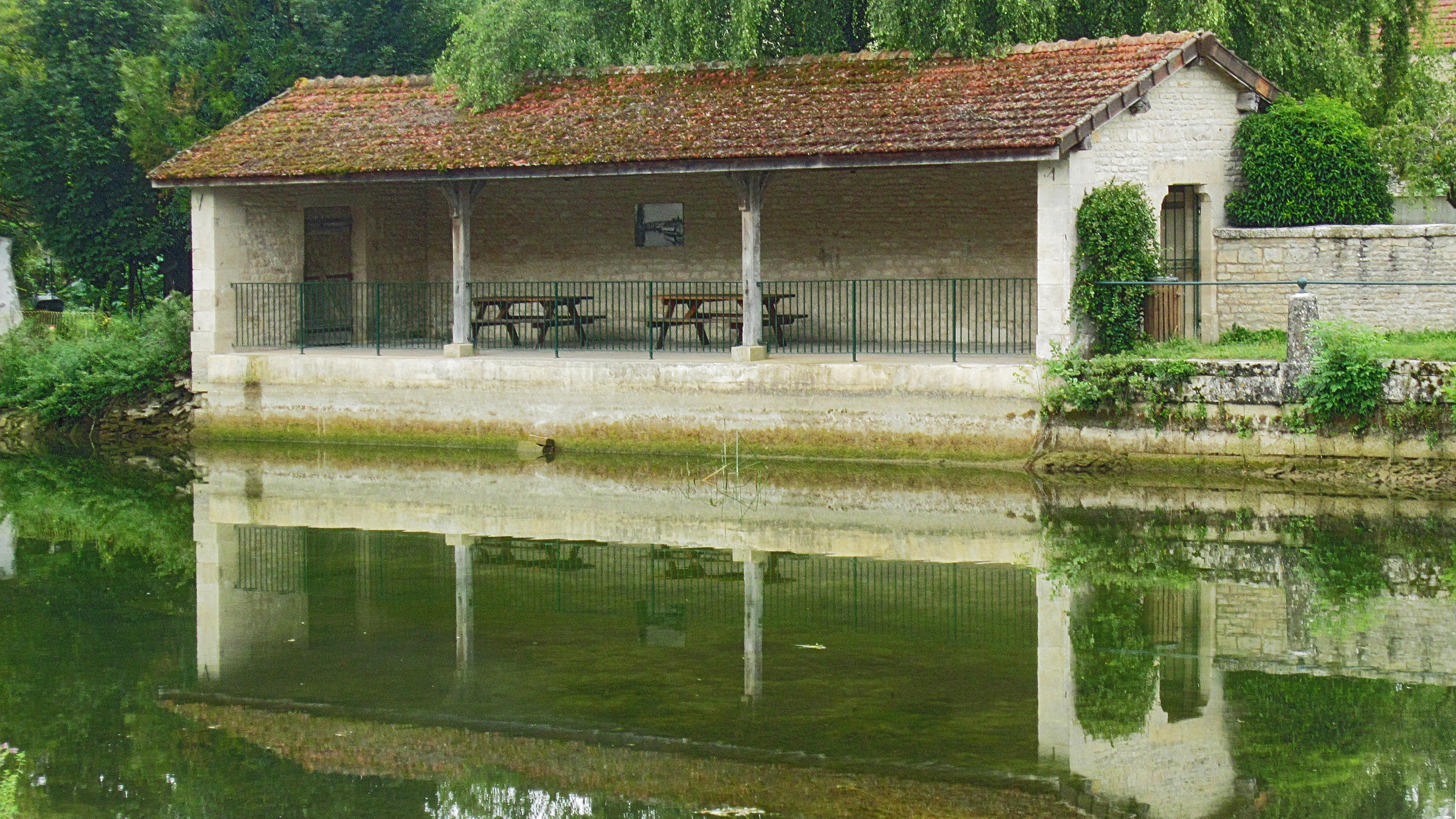
…en rive de Seine.

- Chapelle funéraire dans le cimetière communal, de style néo-roman elle est la sépulture de la famille Daguin (répertoriée à l' I.G.P.C. 1993)[27].

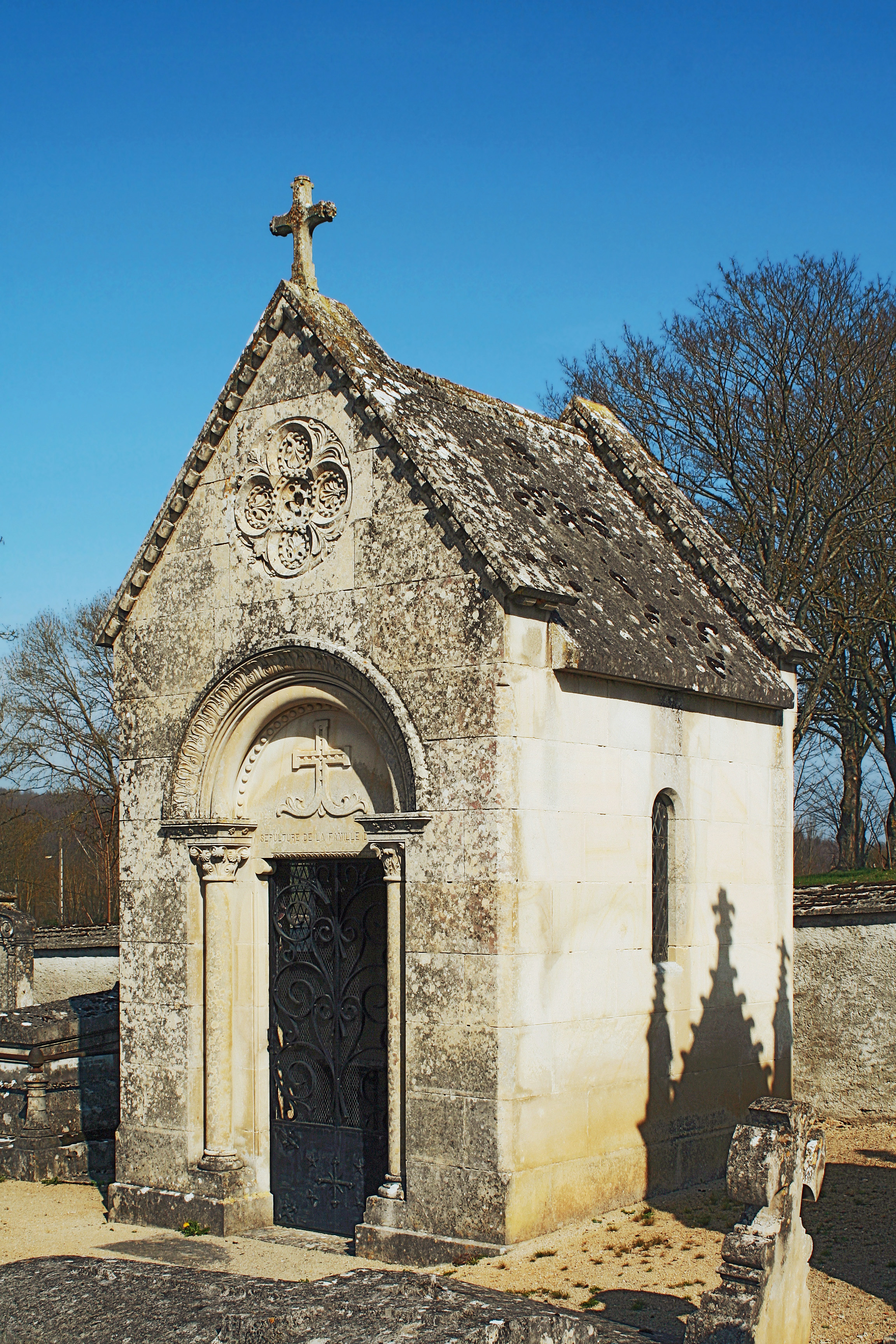
Chapelle funéraire de la famille Daguin.
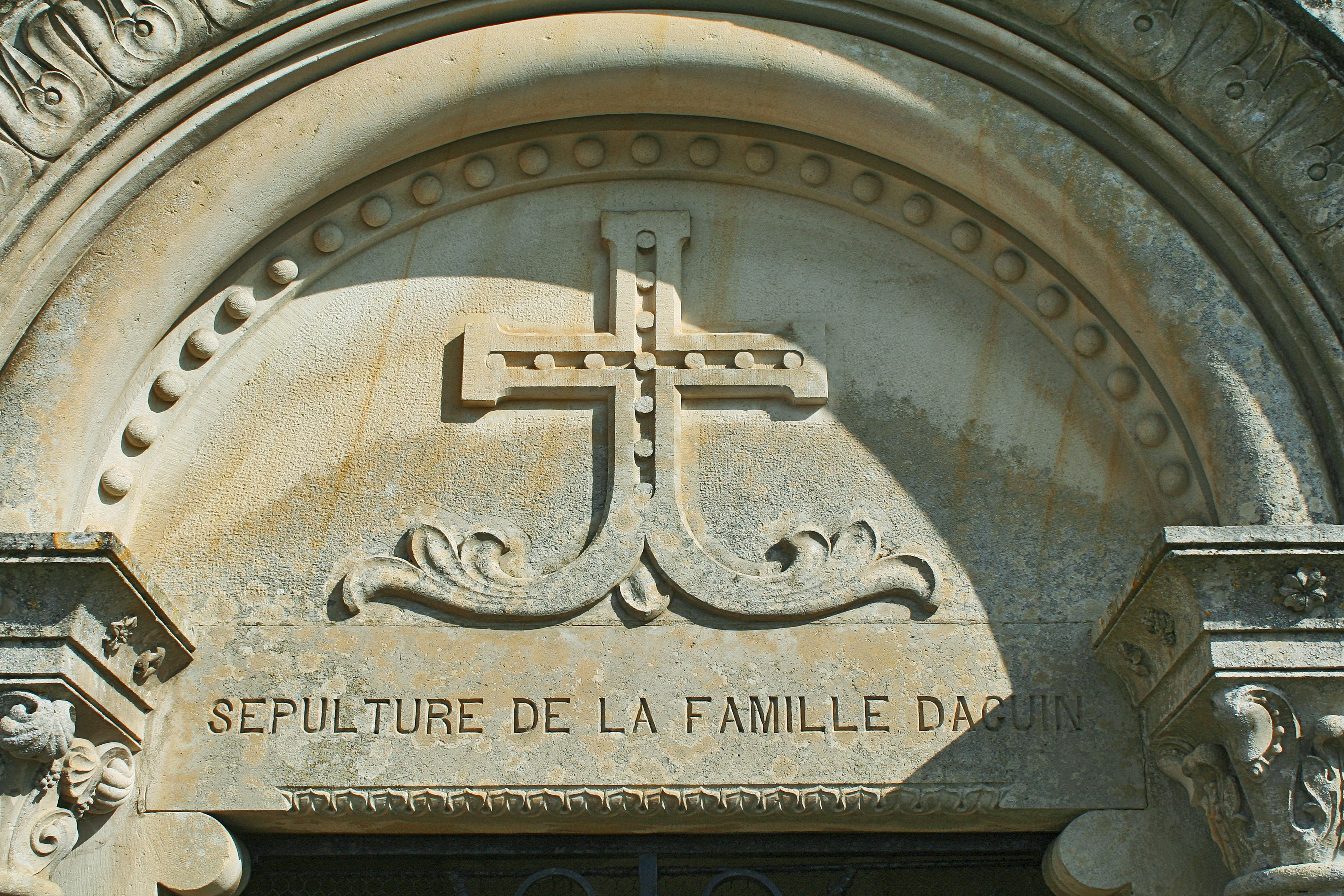
Tympan.
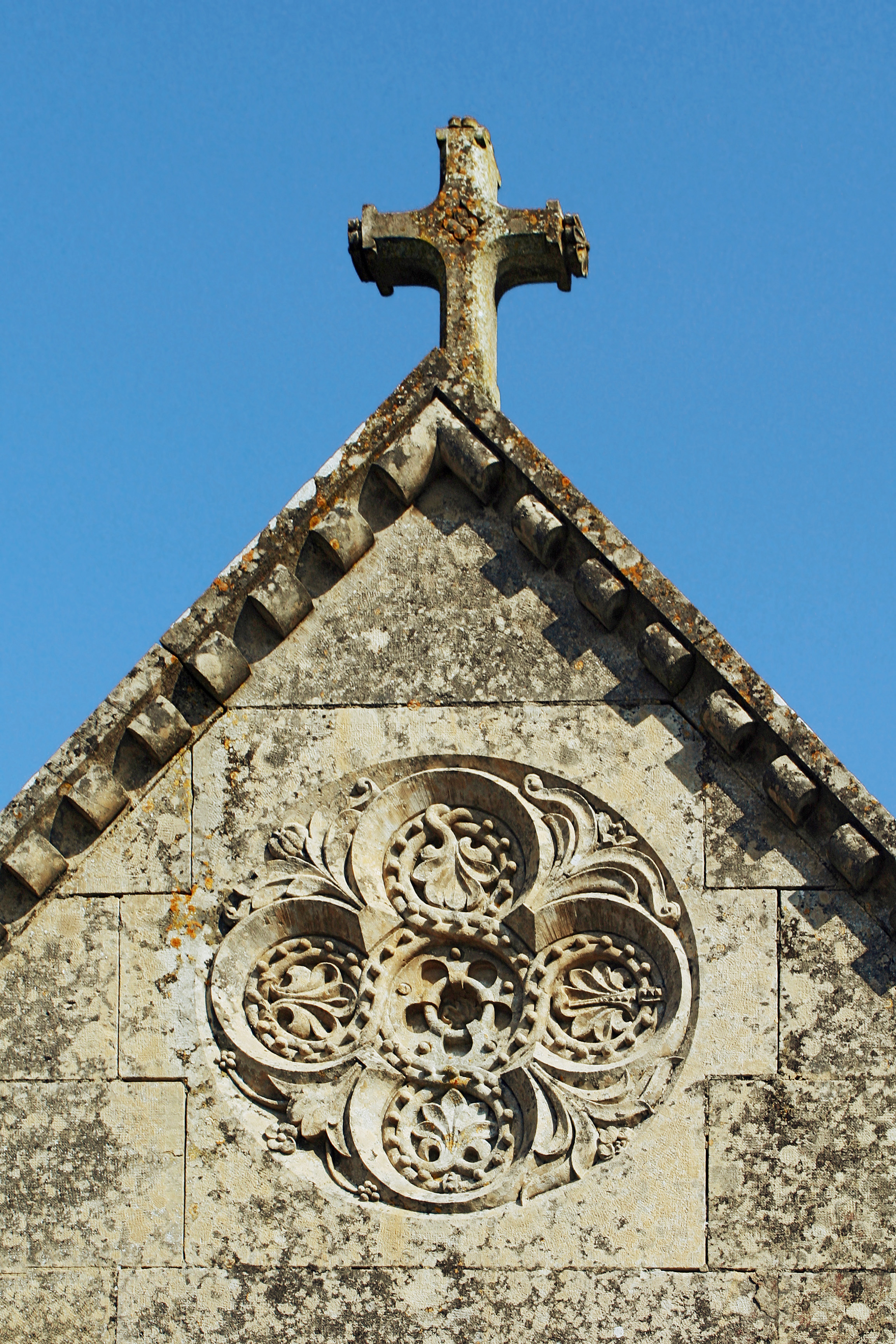
Rosace.
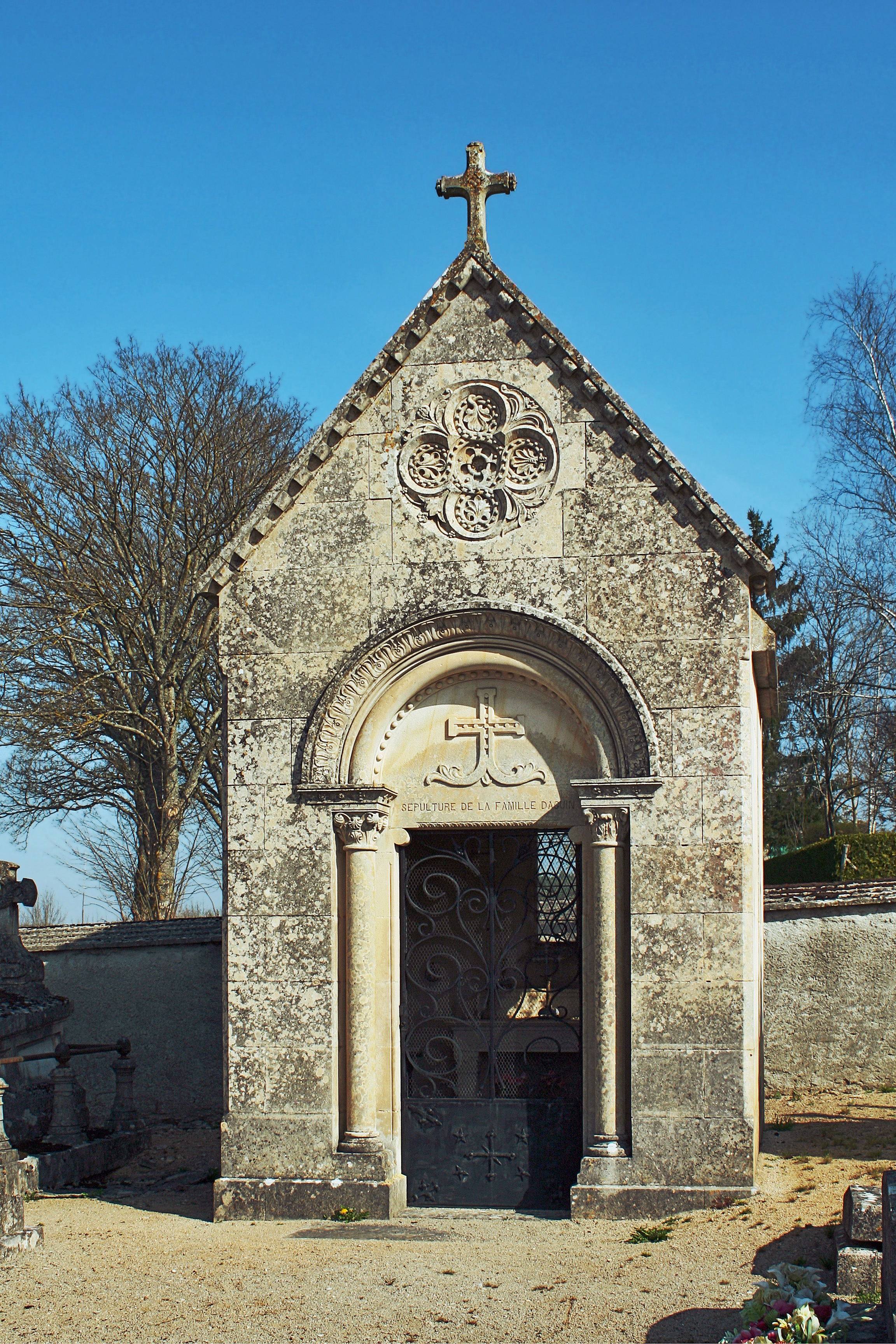
Façade.

### Personnalités liées à la commune
- Louis Rigolly (1876-1958), coureur automobile.

### Héraldique
| Blason | Blasonnement : Vairé d'argent et d'azur, au chef de gueules chargé de deux pics d'or passés en sautoir entre deux clous d'argent. |